# Onuphis pseudoiridescens
Onuphis pseudoiridescens är en ringmaskart som beskrevs av Averincev 1972. Onuphis pseudoiridescens ingår i släktet Onuphis och familjen Onuphidae. Inga underarter finns listade i Catalogue of Life.